# Котка на Шрьодингер
Котката на Шрьодингер е персонаж от изглеждащ парадоксално мисловен експеримент, предложен от Е. Шрьодингер, когато искал да покаже непълнотата на квантовата механика при прехода от субатомни към макроскопични системи.

## Описание на експеримента
Експериментът се състои в следното:
В затворена кутия е поставена котка. В кутията има механизъм, съдържащ радиоактивно ядро и съд с отровен газ. Параметрите на експеримента са така подбрани, че вероятността ядрото да се разпадне за 1 час е 50%. Ако ядрото се разпадне, механизмът се задейства, отваря съда с отровен газ и котката умира. Според квантовата механика, ако върху ядрото не се провежда наблюдение, състоянието му се описва като суперпозиция (смесване) на две състояния – разпаднало се ядро и неразпаднало се ядро, следователно, котката е жива и мъртва едновременно. Ако кутията бъде отворена, експериментаторът трябва да види кое да е от двете състояния – „ядрото се е разпаднало, котката е мъртва“ или „ядрото не се е разпаднало, котката е жива“.
Въпросът е следният: кога системата престава да съществува като смесване на две състояния и избира едно конкретно? Целта на експеримента – да покаже, че квантовата механика е непълна без някои правила, които показват, при какви условия се случва колапс на вълновата функция и котката става или жива, или мъртва, но не и едното, и другото едновременно.
Обратно на популярното мнение, Шрьодингер е замислил експеримента не защото е вярвал, че може да съществува живо-мъртва котка; напротив, смятал е квантовата механика за непълна и не докрай описваща реалността в дадения случай. Понеже котката може да бъде само жива или само мъртва (не съществува състояние живо-мъртъв), то това означава, че същото трябва да е вярно и за атомното ядро. То трябва да е или разпаднало се или неразпаднало се.

## Публикация
Оригиналната статия е публикувана в Naturwissenschaften („Природни науки“) през 1935 година: E. Schrödinger: „Die gegenwärtige Situation in der Quantenmechanik“ („Днешното състояние на квантовата механика“), Naturwissenschaften, 48, 807, 49, 823, 50, 844 (November 1935). Целта на статията е било обсъждане на парадокса на АПР, публикуван от Айнщайн, Подолски и Розен по-рано същата година. Освен че ни запознава с котката, в тази статия Шрьодингер въвежда и термина „преплитане“ (На немски: Verschränkung, на английски: entanglement).

## Копенхагенска интерпретация
В копенхагенската интерпретация системата престава да бъде смесване на състояния и избира едно от тях когато се извърши наблюдение. Експериментът с котката показва, че при тази интерпретация природата на самото наблюдение – измерване – е недостатъчно определена. Някои приемат, че опитът говори за това, че до момента, в който кутията е затворена, системата се намира едновременно в двете състояния, в суперпозиция на състоянията „разпаднало се ядро, мъртва котка“ и „не-разпаднало се ядро, жива котка“, а когато кутията бъде отворена, точно тогава се случва колапс на вълновата функция до едно от състоянията. Други интуитивно усещат, че „наблюдение“ се случва, когато частица от ядрото попадне в детектор; все пак (и това е ключов момент от мисловния експеримент), в копенхагенската интерпретация няма точно правило, което да казва кога това се случва, и затова тази интерпретация на квантовата механика е непълна до момента, в който в нея не бъде въведено такова правило, и не е обяснена възможността за въвеждането му. Точно е правилото, че случайност се появява в тази точка, където за първи път се използва класическо приближение.
По този начин, може да се придържаме към следното правило: В макроскопични системи не наблюдаваме квантови ефекти (освен явленията свръхфлуидност и свръхпроводимост); затова, ако наложим макроскопична вълнова функция на квантово състояние, от наблюдения знаем, че ще разрушим суперпозицията. И въпреки че не е съвсем ясно какво определя даден обект като „макроскопичен“, за котката сме напълно уверени, че е макроскопична. Така копенхагенската интерпретация не предрича, че котката съществува в наложено състояние на жива и мъртва, докато някой не отвори кутията.

## Интерпретация на Еверет за паралелните светове и съвместните истории
В интерпретацията на квантовата механика за паралелните светове, която не счита процеса на наблюдение за нещо по-особено, и двете състояния съществуват, но поради краткото време на декохерентност на макроскопичните системи това състояние на суперпозиция не трае дълго. Когато наблюдател отвори кутията, той става квантово „преплетен“ с котката и се създават състояния на наблюдателя, съответстващи на „котката е мъртва“ и „котката е жива“, и никое от тези състояния не може да взаимодейства с другото. Същият механизъм на квантова декохерентност е важен и за интерпретация в термините на съвместните истории. Само „мъртвата котка“ или „живата котка“ поотделно могат да бъдат част от съвместна история в тази интерпретация.
С други думи – когато кутията бива отворена, вселената се разделя на две отделни вселени. В едната наблюдателят гледа в кутия с мъртва котка, а в другата той гледа в кутия с жива котка.